# Sky Wonder
O Sky Wonder (anteriormente nomeado como Pacific Sky e Sky Princess) foi inaugurado em 1984, e desde maio de 2006 opera nos cruzeiros da Pullmantur Cruises.

## História
Em 1982 iniciou a sua construção para a Sitmar Cruises, que lhe deu o nome de "Fairsky". O navio entrou em serviço em 1984. Quando a Sitmar foi comprada pela Princess Cruises in 1988, o navio passou a se chamar "Sky Princess" e permaneceu com este nome até o ano 2000, quando o seu controle foi transferido para a P&O Cruises Australia agora com o nome de "Pacific Sky".
Em Março de 2006, a P&O Cruises Australia transferiu o controle do navio para a Pullmantur Cruises e foi renomeado "Sky Wonder" navegou com esse nome até 2008, e foi renomeado "Atlantic Star" e hoje está sendo sucateado em Aliaga, Turquia.